# Neurobasis kaupi
Neurobasis kaupi là loài chuồn chuồn trong họ Calopterygidae. Loài này được Brauer mô tả khoa học đầu tiên năm 1867.